# Olene basigera
Olene basigera är en fjärilsart som beskrevs av Walker 1865. Olene basigera ingår i släktet Olene och familjen tofsspinnare. Inga underarter finns listade i Catalogue of Life.